# Bataille de Salé (1630)
Pour les articles homonymes, voir Bataille de Salé.
Ne doit pas être confondu avec Bombardement de Salé.
La bataille de Salé, est un conflit militaire qui a lieu en 1630, et oppose les Andalous de Salé-le-Neuf, aux Hornacheros de la Kasbah aidés des Maures de Salé-le-Vieux.
Ce conflit commence lorsque les Andalous, supportant mal la domination des Hornacheros, s'attaquent à eux et tentent de s'emparer de la Kasbah. Les Maures de Salé-le-Vieux prennent parti pour la Kasbah.
La bataille prend fin et une paix n'est conclue par un accord que sous la pression de l'ambassadeur d'Angleterre Harrison, en mai 1630, qui permet de répartir les pouvoirs entre les différentes communautés de la République du Bouregreg.

## Sources

### Sources bibliographiques
1. 1 2 3  Coindreau 2006, p. 50

### Francophone
- Roger Coindreau (préf. Mohamed Zniber), Les Corsaires de Salé, La Croisée des chemins, 2006, 2e éd. (1re éd. 1948) [détail des éditions] [lire en ligne]